# Yvonnick Bolgiani
Yvonnick Bolgiani, né le 5 avril 1974 à Saint-Nazaire, est un coureur cycliste et directeur sportif français de Cofidis à partir de 2024.

## Biographie
Yvonnick Bolgiani est né à Saint-Nazaire,. Dans les années 1990 et 2000, il pratique le cyclisme au niveau amateur. Il évolue au Vendée U, au Cycle Poitevin, au VC Dinan, au VC Loudon puis à l'UCL Hennebont. Durant cette période, il remporte notamment le Tour du Canton de Saint-Ciers, une étape de l'Essor breton ou le Tour du Canton de Gémozac. Il abandonne la compétition à l'issue de la saison 2006. 
Après sa carrière, il travaille comme directeur sportif à l'UC Cholet 49 entre 2008 et 2016. Il occupe ensuite cette fonction au sein du VC Pays de Loudéac. En 2018, il intègre l'encadrement de la nouvelle équipe Vital Concept, qui évolue au niveau professionnel. 

## Palmarès
- 1993
  - 1re étape du Tour Nivernais Morvan
- 1997
  - 2e du Grand Prix d'Espéraza
- 1998
  - Championnat du Poitou-Charentes
  - Tour du Canton de Saint-Ciers
  - Ronde du Cognac
  - 2e de Paris-Troyes
  - 2e du Grand Prix de Buxerolles
  - 2e de Redon-Redon
  - 3e de Nantes-Segré
- 1999
  - 2e étape de l'Essor breton
  - Tour du Canton de Gémozac
  - 2e de Paris-Connerré
- 2000
  - Tour des Aéroports
  - 2e de Jard-Les Herbiers
- 2001
  - Circuit des Bruyères
- 2003
  - Championnat du Poitou-Charentes
  - Grand Prix de Névez
  - 3e du Grand Prix U
- 2005
  - 2e du championnat de Bretagne sur route